# Good Luck de Fort-de-France
Pour les articles homonymes, voir Good Luck.
Actualités
Le Good Luck de Fort-de-France est un club martiniquais de football basé à Fort-de-France. Cette association sportive est en réalité omnisports. Les sports pratiqués sont le football, le rugby à XV, le basket-ball et le volley-ball.

## Palmarès
- Championnat de la Martinique de football
  - Champion : 1945, 1957

- Coupe de la Martinique de football
  - Vainqueur : 1956, 1973, 1974, 1979

- Championnat de la Martinique de rugby
  - Vainqueur : 2013